# Антоній Римлянин

Преподобний Антоній Римлянин (1067, Рим — † 1147, Великий Новгород) — давньоруський святий, Новгородський чудотворець. Народився у Римі в православних батьків, у 19 років осиротів, роздав усе майно жебракам, прийняв постриг і оселився на скелястому морському березі. За переказом, одного разу невеликий уламок скелі, на якому стояв і молився преподобний, відірвався, і, стоячи на ньому, він поплив морем до Новгородщини, через Неву і Ладогу, і досяг у 1106 році Великого Новгорода. З благословення святителя Микити заснував у Новгороді монастир на честь Різдва Пресвятої Богородиці і придбав для нього землі.
Преподобний Антоній Римлянин вважається основоположником чернецтва в Новгороді. Помер у 1147 році, а прославлянню його чесних мощей сприяв архімандрит Троїце-Сергієвої Лаври Кирило, що одержав від них зцілення.
- Пам'ять — 16 серпня